# Hémevez
Hémevez település Franciaországban, Manche megyében. Lakosainak száma 186 fő (2022. január 1.). Hémevez Sortosville, Flottemanville, Le Ham, Saint-Cyr és Urville községekkel határos.

## Népesség
A település népességének változása:
| Lakosok száma | 141  | 143  | 150  | 165  | 184  | 182  | 181  | 181  | 182  | 186  |
|               | 1968 | 1982 | 1990 | 2006 | 2013 | 2015 | 2017 | 2019 | 2020 | 2022 |